# Papuexul bidwilli
Papuexul bidwilli (лат.) — вид австралийских наземных лёгочных улиток из семейства Camaenidae, встречающийся во влажных тропических лесах Квинсленда и Нового Южного Уэльса.

## Название
Вид был впервые описан в 1953 году на материале коллекции Г. Каминга (англ. H. Cuming) немецким естествоиспытателем Людвигом Пфайффером и английским конхиологом Ловеллом Огастесом Ривом. Исследователи, каждый в собственной публикации, привели диагноз вида под латинским названием Helix bridwilli. Спустя 2 года Людвиг Пфайффер в другой своей статье, посвящённой раковинам наземных улиток из коллекции Каминга, указал, что в видовом эпитете была допущена ошибка и его следует писать «bidwilli».

## Иллюстрации
- Раковины в коллекции музея естественной истории Натуралис